# Grand Prix cycliste de Gatineau 2010
La 1re édition du Grand Prix cycliste de Gatineau a eu lieu le 13 juin 2010. La course fait partie du calendrier international féminin UCI 2010 en catégorie 1.1. L'épreuve est remportée par la Canadienne Joëlle Numainville.

## Parcours
Huit tours long de 12,4 km sont réalisés.

## Récit de course
Il fait une trentaine de degrés. Il y a du vent, et les équipes Tibco, Columbia et Webcor contrôlent la course. Les attaques sont donc rapidement reprises. Tara Whitten fait partie de celle tentant leur chance. Une chute a lieu à cinq cents mètres de la ligne. Au sprint, Joëlle Numainville s'impose devant Jo Kiesanowski.

## Classements

### Classement final
| \| Classement général \| Classement général \| Classement général \| Classement général \| Classement général \| \| Coureur \| Coureur \| Pays \| Équipe \| Temps \| \| ------------------ \| ---------------------- \| ------------------ \| ------------------------------- \| ------------------ \| \| 1re \| Joëlle Numainville \| Canada \| Webcor Builders \| 2 h 26 min 44 s \| \| 2e \| Joanne Kiesanowski \| Nouvelle-Zélande \| Tibco-To the Top \| + 0 s \| \| 3e \| Modesta Vžesniauskaitė \| Lituanie \| Colavita-Baci p/b Cooking Light \| + 0 s \| \| 4e \| Alison Testroete \| Canada \| \| + 0 s \| \| 5e \| Isabelle Söderberg \| Suède \| Hitec Products-UCK \| + 0 s \| \| 6e \| Leah Kirchmann \| Canada \| \| + 4 s \| \| 7e \| Emilia Fahlin \| Suède \| HTC-Columbia Women \| + 4 s \| \| 8e \| Kelly Benjamin \| États-Unis \| \| + 4 s \| \| 9e \| Tara Whitten \| Canada \| \| + 4 s \| \| 10e \| Heather Logan-Sprenger \| Canada \| Colavita-Baci p/b Cooking Light \| + 7 s \| |                        |                  |                                 |                 |
| |                        |                  |                                 |                 |
| Source : Cycling Quotient |                        |                  |                                 |                 |
| Classement général |                        |                  |                                 |                 |
| Coureur | Coureur                | Pays             | Équipe                          | Temps           |
| 1re | Joëlle Numainville     | Canada           | Webcor Builders                 | 2 h 26 min 44 s |
| 2e | Joanne Kiesanowski     | Nouvelle-Zélande | Tibco-To the Top                | + 0 s           |
| 3e | Modesta Vžesniauskaitė | Lituanie         | Colavita-Baci p/b Cooking Light | + 0 s           |
| 4e | Alison Testroete       | Canada           |                                 | + 0 s           |
| 5e | Isabelle Söderberg     | Suède            | Hitec Products-UCK              | + 0 s           |
| 6e | Leah Kirchmann         | Canada           |                                 | + 4 s           |
| 7e | Emilia Fahlin          | Suède            | HTC-Columbia Women              | + 4 s           |
| 8e | Kelly Benjamin         | États-Unis       |                                 | + 4 s           |
| 9e | Tara Whitten           | Canada           |                                 | + 4 s           |
| 10e | Heather Logan-Sprenger | Canada           | Colavita-Baci p/b Cooking Light | + 7 s           |

### Points UCI
| Position,          | 1er | 2e | 3e | 4e | 5e | 6e | 7e | 8e | 9e | 10e | 11e | 12e |
| Classement général | 80  | 56 | 32 | 24 | 20 | 16 | 12 | 8  | 7  | 6   | 5   | 3   |